# 横須賀学院小学校・中学校・高等学校
横須賀学院小学校・中学校・高等学校（よこすかがくいんしょうがっこう・ちゅうがっこう・こうとうがっこう）は、神奈川県横須賀市稲岡町に所在し、小中高一貫教育を提供する私立小学校・中学校・高等学校。高等学校において、小学校または中学校から入学した内部進学の生徒と高等学校から入学した外部進学の生徒との間で、混合せずクラスを編成する併設型中高一貫校（別クラス型）。
略称は「学院」「須賀学」。一部では「スカ学」とも称される。

## 概要
1947年（昭和22年）、旧海軍工機学校跡地に、古坂嵓城・松尾造酒蔵らが横須賀市に学校法人青山学院横須賀分校とその専門部を設立。翌年に第二高等部も設立される。青山学院渋谷キャンパスの復興のため横須賀分校の維持が困難となり閉鎖の危機に追い込まれるが、地元のキリスト教会関係者により1950年（昭和25年）4月、新たに横須賀学院中学校・高等学校として開校。9月には横須賀学院小学校が開校。以来、小中高一貫教育によるプロテスタント系キリスト教主義の教育を行っている。
2009年（平成21年）、60年ぶりに学校法人青山学院と教育提携協定を締結、青山学院大学への推薦入学制度がある。2020年（令和2年）には創立70周年を迎えた。
校内には現在も海軍工機学校時代を偲ばせる建物が残されている。2号館は、海軍工機学校時代に建設された戦時建築物であり、また校内の石碑にはこの場所が旧海軍施設であったことの説明が残されている。

## 環境
三笠公園をはさんで東京湾に面している。三笠公園に繋がる学校前の「うみかぜの路（海と緑の10,000メートルプロムナード）」は、海をイメージしたデザインであり、様々な水のアートが飾られ緑に溢れた通学路となっている。
また、神奈川歯科大学、神奈川歯科大学短期大学部とも隣接している。

## 教育活動
- キリスト教系の学校ということもあり、本学院の建学の精神は、「敬神・愛人」である。
- キリスト教主義による教育を行っており、礼拝や各種行事、カリキュラムなどにもこれらが多く取り入れられている。
- 同中学校から進学した高校生は「一貫」、外部の中学からの高校入学者は「選抜」「一般」と呼ばれる。「中高6ヵ年一貫コース」は他コースと完全に分かれている。

## 沿革
- 1946年 - 米海軍横須賀基地第4代司令官であるデッカー大佐がキリスト教学校を通じて平和と民主主義の教育を提案。従軍牧師のリッカーを通じ、青山学院が機械科と土木建築科の設立を決定[3]。
- 1947年 - 旧海軍工機学校（海軍機関学校）の設備を利用し、青山学院横須賀分校専門部として設立。翌年に第二高等部も設立される[3]。
- 1949年 - 渋谷キャンパス復興のため、青山学院による横須賀分校の維持が困難となり、閉鎖の危機に追い込まれる。
- 1950年 - 地元のキリスト教会関係者を通じ第二高等部から、新たに横須賀学院として開校。4月に中・高、続いて9月に小学校が開校。1号館前のクスノキはその時の記念樹である[3]。
- 1951年 - 中高生徒会の宗教部が「真砂会」を発足。学院におけるボランティア活動の中心とし、以後キリスト教青年会と改称。現在まで続いている。
- 1965年12月 - クリスマス音楽会「メサイヤ」を横須賀市文化会館にて初めて一般公演[4]。
- 1978年10月 - 中学校・高等学校校舎（1号館）が落成[4]。
- 1980年8月 - 旧第4校舎を全面改修し、2号館とする[1]。
- 1985年11月 - 体育館が落成[4]。
- 1989年10月 - 小学校校舎が落成[3]。
- 2006年3月 - 中学棟（3号館）が落成[3]。
- 2009年1月 - 学校法人青山学院と教育提携協定を締結する[4]。
- 2010年6月 - チャペル棟が落成[4]。
- 2014年1月 - 横須賀学院の「ミッションステートメント」が制定される[4]。
- 2016年11月 - 生徒会の働きかけによる1号館トイレ全面改修工事（通称「ドリームプロジェクト」）が完了した。改修では、便器の洋式化のほか温水洗浄便座や人感センサーなどが設置され、学習室やPC教室等の改修も同時期に行われた[5]。
- 2020年9月 - 学院カフェテリアが落成[4] [6]。
- 2020年11月 -70周年記念事業 パイプオルガン完成。

## 施設
敷地面積は約4万平方メートル。敷地内には以下の施設がある。
- チャペル棟

宗教行事の他、式典などの学校行事にも使用される。大チャペル、小チャペルのほか会議室や中高一貫コースの職員室がある。
- 小学校
- 小学校特別教室棟

2階には多目的教室がある。
- 1号館（本館）

高校のホームルーム教室や特別教室がある学院の中心的な建物。
- 2号館（旧第4棟）

2号館は1938年に旧日本海軍が建設したもので、校内では最も古い建物である。1号館建設時に旧校舎三棟ととも取り壊される予定であったが、急遽計画を変更。改修の上保存、活用することとなった。
- 3号館（中学棟）

中学校のホームルーム教室がある。
- Aグラウンド
- Bグラウンド
- Cグラウンド

小学校専用グラウンドとして使用されている。
- 体育館

1階には柔道場と小ホール（松尾体育ホール）、2階には運動部の部室、3階にはアリーナがある。
- 特別棟

小学校教室、同窓会室、営繕室がある。
- カフェテリア

1号館の中央に位置する。昼休みは食堂として、放課後には学習スペースとして利用されている。

## 部活動
特に武道系のクラブは盛んである。柔道部は全国大会に多く出場する強豪校である。また自転車競技部は全国優勝をしている（現在は休部）。
運動部
- アメリカンフットボール部（高）[10]
- 空手道部（高）
- 器械体操部（高）
- 剣道部（高）
- 硬式テニス部（高）
- サッカー部（中・高）
- 柔道部（中・高）
- ソフトテニス部（中・高）
- ソフトボール部（高）
- 卓球部（高）
- バドミントン部（中・高）
- バスケットボール部（中・高）
- バレーボール部（高）
- 野球部（高）
- 陸上競技部（中・高）
- チアダンス部（高）

文化部
- 生徒会中央執行部（高）
- イングリッシュクラブ（中・高）
- インターアクト部（高）
- 華道部（高）
- 茶道部（高）
- 書道部（高）
- 軽音楽部（高）
- 吹奏楽部（中・高）
- ハンドベルクワイア（中）
- 美術部（中・高）
- 家庭科部（中）
- 理科学部（中・高）
- 将棋同好会（高）
- 歴史研究同好会（高）
- 料理研究同好会（高）
- キリスト教青年会（中・高）[11]
- 聖歌隊（中・高）
- 放送委員会（高）
- 写真委員会（中・高）

## 委員会
- 生徒会（中・高）
- 児童会（小）
- 学級委員会（中・高）
- 美化委員会（中・高）
- 図書委員会（小・中・高）
- チャペル委員会（中・高）
- 選挙管理委員会（中・高）

## 過去に存在したクラブ活動・委員会
- 自転車競技部
- 相撲部
- ギター部
- 演劇部
- 鉄道研究同好会
- 地歴研究同好会
- レクリエーション研究同好会
- 新聞委員会
- イラストレーション同好会
- ハンドボール部

## 交通アクセス
- 京急線横須賀中央駅 徒歩約10分
- JR横須賀線横須賀駅から京急バスで約5分、大滝町バス停下車徒歩約7分[12]

## 著名な出身者
- 林田和孝 - 柔道家
- 谷口徹 - 柔道家
- 小山亜利沙 - 柔道家
- 五十嵐莉子 - 柔道家
- 渡邉聖子 - 柔道家
- 大橋克行 - プロボクサー
- 熊谷アンドリュー - プロサッカー選手
- 杉山清貴 - 歌手、シンガーソングライター
- 坂詰美紗子 - シンガーソングライター
- 青山美恵子 - 女優、タレント
- あいすけ - お笑いタレント
- 長谷川侑紀 - モデル、アートディレクター
- 吉野竜平 - 映画監督
- 齋藤慎太郎 - TBSアナウンサー
- ナナーダニエル弾 - プロバスケットボール選手
- 納見悠仁 - プロバスケットボール選手

## 同窓会組織
- その枝会